# ...Coiled in Obscurity
…Coiled in Obscurity – bootleg norweskiej grupy muzycznej Ved Buens Ende. Utwory 1–4 pochodzą z próby z 1994 roku, 5–15 nagrane zostały 10 marca 1995. Trzynasty utwór to solowa piosenka Carla-Michaela Eide’a z 1995.

## Lista utworów
1. „You That May Wither” – 4:46
2. „A Mask In The Mirror” – 5:07
3. „Carrier of Wounds” – 7:55
4. „You That May Wither” – 4:41
5. „Intro” – 1:13 (excerpt from Remembrance of things Past)
6. „A Mask In The Mirror” – 4:44
7. „I Sang For The Swans” – 6:41
8. „Den Saakaldte” – 8:27
9. „It's Magic” – 6:09
10. „Coiled Wings” – 6:45
11. „Carrier of Wounds” – 7:44
12. „You That May Wither” – 5:02
13. „Strange Calm” – 7:26

## Twórcy
- Vicotnik – gitara
- Skoll – gitara basowa
- Carl-Michael Eide – perkusja, wokal

Muzycy sesyjni podczas trasy
- Simen „ICS Vortex” Hestnæs – wokal (Arcturus, Dimmu Borgir, Borknagar)
- Steinar Sverd Johnsen – keyboard Arcturus)